# Cloruro de cobre(II)
El cloruro de cobre(II), también llamado cloruro cúprico, es un compuesto químico con fórmula CuCl2. Un sólido de color verde amarillento que absorbe lentamente la humedad para formar un dihidrato de color azul verdoso. Compuesto natural encontrado en la eriocalcita, un mineral muy raro.
Fue descubierto por Robert Boyle, quien lo describió originalmente como la resina del cobre.

## Estructura
El CuCl2 anhidro adopta una estructura similar a la del yoduro de cadmio. En la mayoría del cobre(II) los compuestos exhiben distorsiones de la geometría octaédrica. En CuCl2(H2O)2 el cobre se puede describir como complejo octaédrico altamente torcido. También se ve influido por la fuerza de atracción de las moléculas del Cl.

## Características
El Cloruro de Cobre(II) se disocia en la solución acuosa para dar el color azul de [Cu(H2O)6] 2+ y color amarillo o rojo de los complejos del haluro del x de la fórmula [CuCl2+x]. Las soluciones concentradas de CuCl2 aparecen verdes debido a la combinación de estos varios cromóforos. El color de la solución diluida depende de la temperatura, siendo los °C alrededor de 100 y azul verdes a temperatura ambiente. [2] Cuando cloruro de cobre(II) se calienta en una llama, emite un color azul verdoso.
Es un ácido de Lewis débil, y un oxidante suave. Tiene una estructura cristalina al consistir en las cadenas poliméricas de las unidades planas CuCl4 con los bordes opuestos compartidos. Se descompone en CuCl(S) y en Cl2(g) a 1000 °C :
2 CuCl2 → 2 CuCl + Cl2 (g)
En su reacción con el ácido clorhídrico (u otras fuentes del cloruro) aunque son muy similares para formar los iones complejos CuCl3- y CuCl42-.

### Equilibrios de CuCl2con el ion del cloruro
Algunos de estos complejos se pueden cristalizar de la solución acuosa, y adoptan tipos estructurales de una gran variedad.